# Jean-Pierre Boullé
Pour les articles homonymes, voir Boullé.
Jean-Pierre Boullé (29 juillet 1753 à Auray - 13 juin 1816 à Saint-Brieuc) est un homme politique français, député aux États généraux de 1789 et au Conseil des Cinq-Cents.

## Biographie

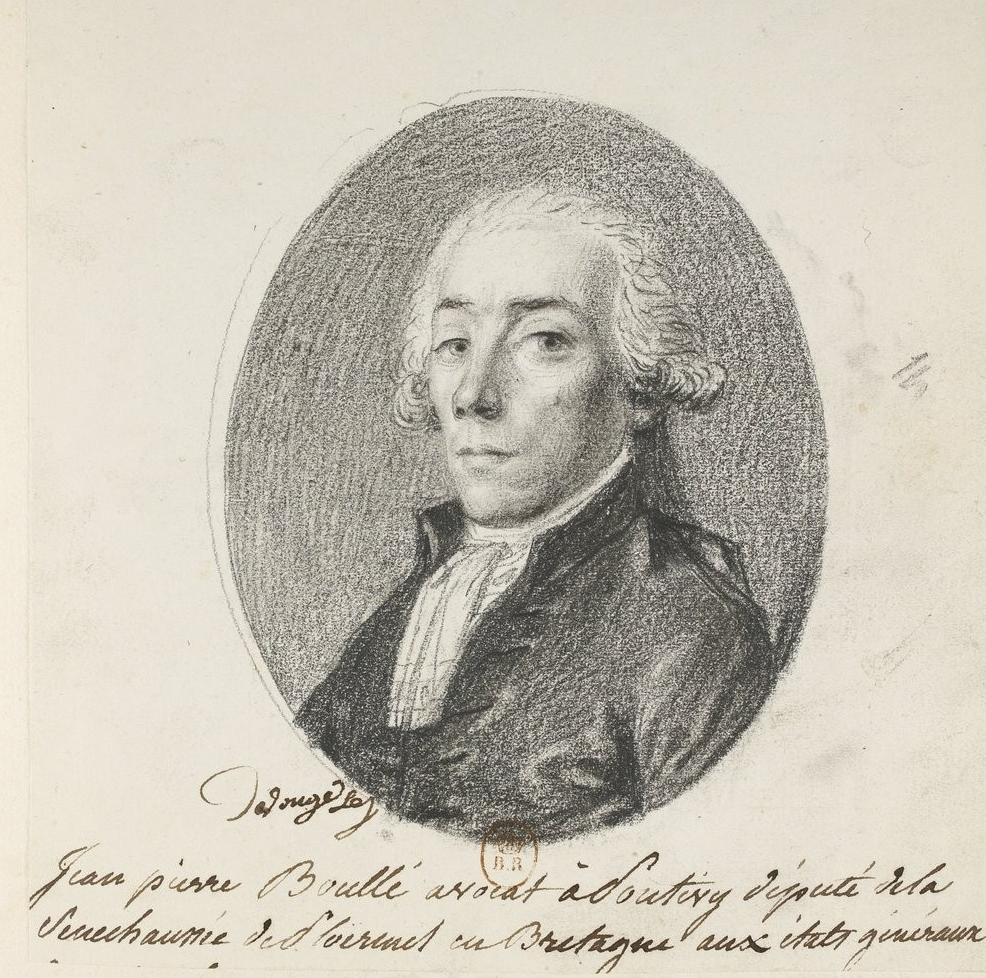
Portrait de Jean-Pierre Boullé (dessin de Louis Benjamin Marie Devouges).

Jean-Pierre Boullé est le fils d'Yves Boullé, sieur de Kernantec, avocat à la cour et sénéchal de Largonet à Auray, maire d'Auray et député aux États de Bretagne, et de Thérèse Barbe Lauzer, dame de Larmor. Marié avec Jeanne Perrine Ruinet du Tailly, fille du maire de Pontivy, il est le père du préfet Germain Boullé et du maire de Saint-Brieuc Jean-Pierre Boullé, ainsi que l'oncle de Philippe Boullé.
Il est avocat à Pontivy avant la Révolution. Élu, le 17 avril 1789, député du tiers aux États généraux par la sénéchaussée de Ploërmel, il fit partie d'une commission de conciliation entre la noblesse et le tiers état, fut envoyé dans le Nord et dans le Pas-de-Calais pour prévenir les troubles qu'aurait pu causer la nouvelle de la fuite du roi, et suivit Rochambeau à l'armée du Nord. Le 23 vendémiaire an IV, le Morbihan l'élut député au Conseil des Cinq-Cents ; il y parla contre l'institution d'une fête commémorative du 18 fructidor, et coopéra au coup d'État du 18 brumaire, concours qui lui valut d'être nommé, dès le 11 ventôse an VIII, préfet des Côtes-du-Nord. 
Membre de la Légion d'honneur du 25 prairial an XII, il fut créé baron de l'Empire le 31 janvier 1810, appelé à la préfecture de la Vendée le 6 avril 1811, et promu officier de la Légion d'honneur le 30 juin suivant. Il fut admis à la retraite comme préfet le 10 juin 1815.

## Mandats
- 17/04/1789 - 30/09/1791 : Représentant de Ploërmel aux États généraux - Bretagne (Sénéchaussée)
- 1791 - 1792 : Maire de Pontivy[2]
- 15/10/1795 - 26/12/1799 : Député du Morbihan - Bonapartiste

## Décoration
- Officier de la Légion d'honneur (30 juin 1811)
  -  Chevalier de la Légion d'honneur (15 juin 1804)